# Ksí

Ksí — majuskulní i minuskulní varianta

Ksí (majuskulní podoba Ξ, minuskulní podoba ξ; řecký název ξῖ) je čtrnácté písmeno řecké abecedy. Reprezentuje [ks]IPA. V řeckém číselném systému má hodnotu 60. Je odvozeno od písmene 𐤎 semk (samech) fénického písma.

## Použití ve vědě
Malé písmeno 'ξ' se používá jako symbol pro:
- součinitel valivého odporu (viz tření) ve fyzice
- součinitel místních ztrát (viz ztráty místní) v hydraulice
- uskutečněný rozsah chemické reakce (viz chemický výpočet) v chemii
- stereochemický deskriptor označující neznámou konfiguraci na daném chirálním centru (použ. velmi zřídka; velké Ξ tam, kde by se použilo E/Z) v chemickém názvosloví

## Reprezentace v počítači
V Unicode je podporováno
- jak majuskulní ksí (Ξ)
  - U+039E GREEK CAPITAL LETTER XI
- tak minuskulní ksí (ξ)
  - U+03BE GREEK SMALL LETTER XI

V HTML je možné zapsat tyto znaky pomocí jejich Unicode čísla: &#926; respektive &#958;.
Majuskulní podobu je také možné zapsat pomocí HTML entity &Xi;, minuskulní podobu pomocí &xi;.
V prostředí LaTeXu je možné použít příkaz \Xi a pro minuskulní variantu příkaz \xi.